# Toshikazu Sunada
Toshikazu Sunada (砂田 利一, Sunada Toshikazu; Tóquio, 7 de setembro de 1948) é um matemático japonês.
Sunada estudou a partir de 1968 no Instituto Tecnológico de Tóquio e na Universidade de Tóquio, onde obteve o diploma em 1974, com Mikio Ise com um doutorado em 1977. Em 1982 foi professor assistente na Universidade de Tóquio e em 1988 professor.
Foi palestrante convidado do Congresso Internacional de Matemáticos em Quioto (1990: Trace formulae in spectral geometry, com Manabu Nishio).

## Obras
- com Peter Kuchment, Pavel Exner, Jonathan Keating, Alexander Teplyaev (Eds.): Analysis on Graphs and its applications, American Mathematical Society 2008, Proc. Symp. Pure Math. (contendo por Sunada: Discrete geometric analysis)
- com Koji Shiga: A mathematical gift III- the interplay between Topology, Functions, Geometry and Algebra, American Mathematical Society 2005